# 더글러스 와키후리
더글러스 와키후리 (Douglas Wakiihuri, 1963년 9월 26일 ~ )는 케냐의 전직 육상 선수로 1987년 세계 육상 선수권 대회 마라톤에서 금메달을 획득했다.

## 인물 정보
와키후리는 1988년 서울 올림픽에서 젤린도 보르딘에게 뒤져서 은메달을 획득하였다.
그는 1989년 런던 마라톤에서 우승하고, 이듬해 뉴욕 마라톤에서도 우승을 거두었다. 와키후리는 경주 도중 흰색 장갑을 착용하기로 유명했다.

## 대회 성적
| Event            | 1987 | 1988 | 1989 | 1990 | 1991 | 1992 |
| ---------------- | ---- | ---- | ---- | ---- | ---- | ---- |
| 하계 올림픽      |      | 2위  |      |      |      | 36위 |
| 세계 선수권 대회 | 1위  |      |      |      |      |      |